# Сярьги
Ся́рьги  (фин. Särki)  — деревня в Бугровском городском поселении Всеволожского района Ленинградской области.

## Название
Финское название деревни Särki — плотва, происходит по народной этимологии от Särkijärvi — плотвичное озеро (в русском варианте — залив Серго-Ярви), так называлась южная часть Кавголовского озера, где были рыбачьи тони жителей деревни.

## История
Впервые упоминается в 1500 году в Писцовой книге Водской пятины.
В начале XVI века деревня принадлежала князьям Мышецким.
На карте деревня впервые упоминается в 1676 году как селение Sergis Hoff.

 
СЯРКИ — деревня мызы Осиновая Роща, принадлежит Лопухиной, княгине, действительной статской советнице, жителей по ревизии: 44 м. п., 49 ж. п.; (1838 год)

На этнографической карте Санкт-Петербургской губернии П. И. Кёппена 1849 года она обозначена как деревня «Särki», расположенная в ареале расселения эвремейсов. В пояснительном тексте к этнографической карте указано количество её жителей на 1848 год: эвремейсов — 42 м. п., 52 ж. п., всего 94 человека.

СЯРКИ — деревня гр. Левашёвой по Выборгскому почтовому тракту 21 версту, а потом по просёлкам, 15 дворов, 43 души м. п. (1856 год)

На «Топографической карте частей Санкт-Петербургской и Выборгской губерний» 1860 года упомянуты две деревни Сярки из 11 и 1 двора.

СЯРКИ — деревня владельческая при озере безъименном, 15 дворов, 43 м. п., 59 ж. п.; (1862 год)

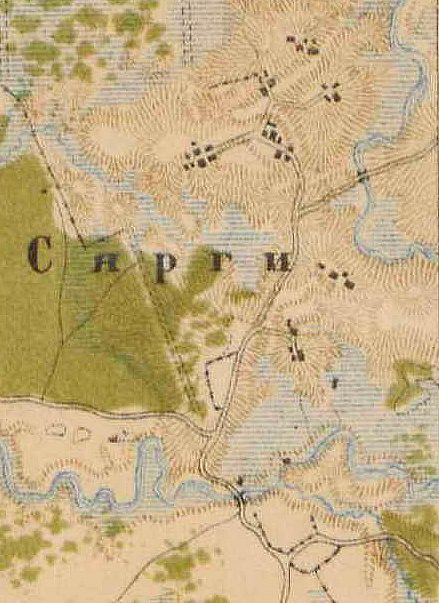
План деревни Сярьги. 1885 год.

СЯРЬГИ — крестьянское селение и арендаторы на земле графа Левашова, Мисталовского сельского общества по тракту в Токсово, 14 дворов, 45 м. п., 53 ж. п., всего 98 чел.

СЯРЬГИ (СУОКОМЯКИ) — крестьянское селение Мисталовского сельского общества, 17 дворов, 53 м. п., 68 ж. п., всего 121 чел. (1896 год)

В дачном путеводителе Н. Ф. Арепьева за 1901 год упоминается о пребывании в окрестностях деревни Сярьги императора Александра I.

СЯРКИ — селение Мистоловского сельского общества Осинорощинской волости, число домохозяев — 2, наличных душ — 146; количество надельной земли — 159 дес. 600 саж. (1905 год)

В конце XIX века деревня административно относилась к 3-му стану Санкт-Петербургского уезда Санкт-Петербургской губернии, в начале XX века — к Осинорощинской волости 2-го стана. Население деревни было однородным — финским.
В 1908 году в деревне проживали 198 человек из них 14 детей школьного возраста (от 8 до 11 лет).
В 1909 году в деревне было 29 дворов.
Согласно переписи населения СССР 1926 года:

СЯРЬГИ — деревня Мистоловского сельсовета Парголовской волости Ленинградского уезда, 59 хозяйств, 284 души.

Из них: русских — 3 хозяйства, 11 душ; ингерманландцев — 52 хозяйства, 263 души; суоми — 1 хозяйство, 2 души; эстов — 3 хозяйства, 8 душ. (1926 год)

В 1928 году население деревни также составляло 284 человека.
В 1930-е годы в деревне работал финский колхоз «Nuori kyntäjä» («Молодой пахарь»).
По административным данным 1933 года деревня Сярьги относилась к Мистоловскому сельсовету Куйвозовского финского национального района.
Согласно переписи населения СССР 1939 года:

СЯРЬГИ — деревня Мистоловского сельсовета Парголовского района, 491 чел. (1939 год)

Деревня Сярьги на карте 1939 года

Согласно топографической карте РККА 1939 года деревня насчитывала 89 дворов. В 1940 году деревня также насчитывала 89 дворов.
До 1942 года — место компактного проживания ингерманландских финнов.
По данным 1966 и 1973 годов деревня Сярьги входила в состав Муринского сельсовета.
С 23 октября 1989 года деревня Сярьги находилась в составе Бугровского сельсовета.
В 1997 году в деревне Сярьги Бугровской волости проживали 62 человека, в 2002 году — 102 человека (русских — 65%), в 2007 году — 156.

## География
Деревня расположена в западной части района на автодороге 41К-200 (Подъезд к санаторию «Сярьги»).
Расстояние до административного центра поселения 10 км.
Расстояние до ближайшей железнодорожной станции Девяткино — 3 км. Ближайший остановочный пункт — платформа Кузьмолово.
Местность, где находится деревня — моренные холмы, остатки ледникового периода, к юго-западу от посёлка Токсово, на правом берегу реки Охты.

## Демография
| 1862 | 2007 | 2010 | 2017 |
| ---- | ---- | ---- | ---- |
| 102  | ↗156 | ↗271 | ↗272 |

Национальный состав
Согласно данным Всероссийской переписи населения 2021 года в деревне проживали 282 человека, из них:
 русские — 228, белорусы — 5, украинцы — 5, армяне — 4, башкиры — 2, татары — 2, узбеки — 2, финны — 2, грузины — 1, евреи — 1, латыши — 1, эстонцы — 1, другие национальности — 8 человек, остальные национальность не указали.

## Транспорт
Автобус № 680 Сярьги — Энколово — Мистолово — Порошкино — МЕГА-Парнас — Бугры — Мурино ( «Девяткино»)

## Известные уроженцы
Юссикайнен Рейно Андреевич (27.08.1928—08.12.1993) — художник-плакатист, член Союза художников СССР (1971), заслуженный деятель искусств Республики Карелия (1983).

## Прочее
В деревне ведётся активное коттеджное строительство.
Ежегодно в последнее воскресенье июня, в Сярьгах проводится сабантуй — праздник окончания весенних полевых работ у татар и башкир.

## Улицы
Болотистая, Гористая, Дружная, Еловая, Заречная, Лесная, Луговая Горка, Нагорная, Новая, Охтинская, Песочная, Пляжная, Подгорная, Профессорская, Речной проезд, Рябиновая, Садовый проезд, Сосновая, Спортивная, Тихая, Холмовая, Цветочная, Центральная.

## Садоводства
Колос, Охтинское подворье, Холмы.